# Goriče, Pokrče
Goriče (nemško Goritschach) je naselje v Občini Pokrče v Okraju Celovec-dežela na Koroškem v Avstriji.